# SLC25A18
SLC25A18 (англ. Solute carrier family 25 member 18) – білок, який кодується однойменним геном, розташованим у людей на довгому плечі 22-ї хромосоми. Довжина поліпептидного ланцюга білка становить 315 амінокислот, а молекулярна маса — 33 849.
| 10         |  | 20         |  | 30         |  | 40         |  | 50         |
| ---------- |  | ---------- |  | ---------- |  | ---------- |  | ---------- |
| MTHQDLSITA |  | KLINGGVAGL |  | VGVTCVFPID |  | LAKTRLQNQH |  | GKAMYKGMID |
| CLMKTARAEG |  | FFGMYRGAAV |  | NLTLVTPEKA |  | IKLAANDFFR |  | RLLMEDGMQR |
| NLKMEMLAGC |  | GAGMCQVVVT |  | CPMEMLKIQL |  | QDAGRLAVHH |  | QGSASAPSTS |
| RSYTTGSAST |  | HRRPSATLIA |  | WELLRTQGLA |  | GLYRGLGATL |  | LRDIPFSIIY |
| FPLFANLNNL |  | GFNELAGKAS |  | FAHSFVSGCV |  | AGSIAAVAVT |  | PLDVLKTRIQ |
| TLKKGLGEDM |  | YSGITDCARK |  | LWIQEGPSAF |  | MKGAGCRALV |  | IAPLFGIAQG |
| VYFIGIGERI |  | LKCFD      |  |            |  |            |  |            |

A: Аланін

C: Цистеїн

D: Аспарагінова кислота

E: Глутамінова кислота

F: Фенілаланін

G: Гліцин

H: Гістидин

I: Ізолейцин

K: Лізин

L: Лейцин

M: Метіонін

N: Аспарагін

P: Пролін

Q: Глутамін

R: Аргінін

S: Серин

T: Треонін

V: Валін

W: Триптофан

Кодований геном білок за функцією належить до фосфопротеїнів. 
Задіяний у таких біологічних процесах, як транспорт, симпортний транспорт. 
Локалізований у мембрані, мітохондрії, внутрішній мембрані мітохондрії.